# Truellum aestivum
Truellum aestivum är en slideväxtart som först beskrevs av Ohki, och fick sitt nu gällande namn av Sojak. Truellum aestivum ingår i släktet Truellum och familjen slideväxter. Inga underarter finns listade i Catalogue of Life.